# Bactrodesmium obovatum
Bactrodesmium obovatum är en svampart som först beskrevs av Cornelius Anton Jan Abraham Oudemans, och fick sitt nu gällande namn av M.B. Ellis 1963. Bactrodesmium obovatum ingår i släktet Bactrodesmium, klassen Dothideomycetes, divisionen sporsäcksvampar och riket svampar.  Arten är reproducerande i Sverige. Inga underarter finns listade i Catalogue of Life.